# Aegiochus pushkini
Aegiochus pushkini är en kräftdjursart som först beskrevs av Oleg Grigor'evich Kussakin och Galina S. Vasina 1982.  Aegiochus pushkini ingår i släktet Aegiochus och familjen Aegidae. Inga underarter finns listade i Catalogue of Life.